# Haplochromis bayoni
Haplochromis bayoni là một loài cá thuộc họ Cichlidae. Nó được tìm thấy ở Kenya, Tanzania, và Uganda. Môi trường sống tự nhiên của chúng là hồ nước ngọt.